# Roy J. Glauber
Roy J. Glauber (1. september 1925 - 26. december 2018) var en amerikansk fysiker tilknyttet Harvard-universitetet. Han blev tildelt halvdelen af Nobelprisen i fysik for 2005, mens John L. Hall og Theodor W. Hänsch delte den anden halvdel. Glauber modtog prisen for sit arbejde på
kvanteteorien for Optisk koherens, offentliggjort i 1963.